# Modeste Demers

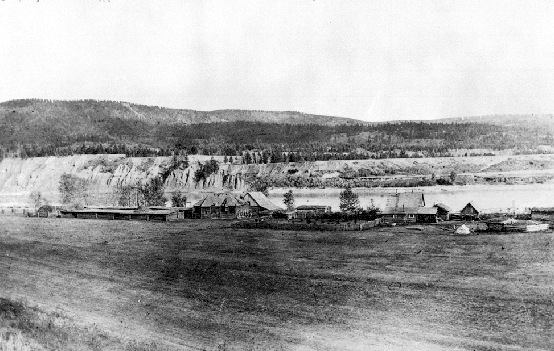
Foto di Fort Alexandria nel 1910 circa.

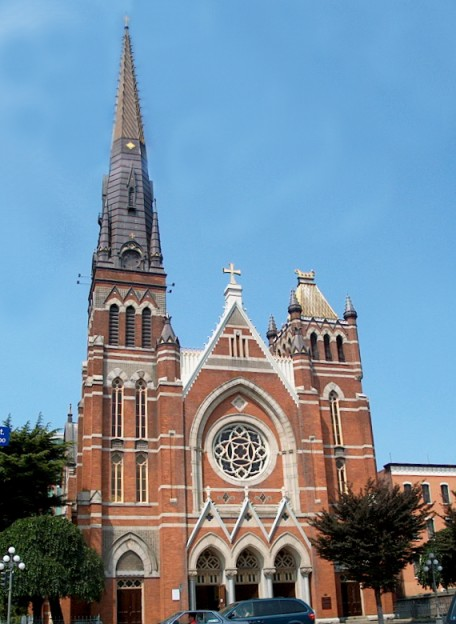
La cattedrale di Sant'Andrea di Victoria, dove si trova la tomba di Mons. Modeste Demers.

Modeste Demers (Saint-Nicolas-de-Lévis, 11 ottobre 1809 – Victoria, 28 luglio 1871) è stato un missionario e vescovo cattolico canadese.

## Biografia
Modeste Demers nacque l'11 ottobre 1809 a Saint-Nicolas, nell'odierno comune di Lévis nel Québec, da Michel e Rosalie Foucher.
Demers aveva particolari capacità nell'apprendimento delle lingue dei nativi e dopo un anno di presenza sulla costa del Pacifico a Fort Vancouver aveva già composto un dizionario, un catechismo, un libro di preghiere e degli inni religiosi nella lingua degli Tchinouks. Aveva anche una buona conoscenza dell'inglese, utile soprattutto per tenere i rapporti con la Hudson's Bay Company, compagnia inglese che deteneva il controllo economico e politico dell'Oregon e il cui appoggio era essenziale ad ogni missionario che volesse muoversi nel territorio o spostarsi nei diversi posti di missione.
Morì a Victoria due anni dopo, il 28 luglio 1871, e fu sepolto nella cattedrale di Sant'Andrea a Victoria.

## Genealogia episcopale
La genealogia episcopale è:
- Cardinale Guillaume d'Estouteville, O.S.B.Clun.
- Papa Sisto IV
- Papa Giulio II
- Cardinale Raffaele Sansone Riario
- Papa Leone X
- Papa Paolo III
- Cardinale Francesco Pisani
- Cardinale Alfonso Gesualdo di Conza
- Papa Clemente VIII
- Cardinale Pietro Aldobrandini
- Cardinale Laudivio Zacchia
- Cardinale Antonio Barberini, O.F.M.Cap.
- Cardinale Nicolò Guidi di Bagno
- Arcivescovo François de Harlay de Champvallon
- Cardinale Louis-Antoine de Noailles
- Vescovo Jean-François Salgues de Valderies de Lescure
- Arcivescovo Louis-Jacques Chapt de Rastignac
- Arcivescovo Christophe de Beaumont du Repaire
- Vescovo Charles-Gilbert de May de Termont
- Vescovo Jean-Olivier Briand
- Vescovo Jean-François Hubert
- Vescovo Pierre Denaut
- Arcivescovo Joseph-Octave Plessis
- Vescovo Jean-Jacques Lartigue, P.S.S.
- Arcivescovo Ignace Bourget
- Arcivescovo François-Norbert Blanchet
- Vescovo Modeste Demers